# Chlorophorus ancora
Chlorophorus ancora är en skalbaggsart som först beskrevs av Jordan 1903.  Chlorophorus ancora ingår i släktet Chlorophorus och familjen långhorningar. Inga underarter finns listade i Catalogue of Life.